# Éric Offenstadt
Pour les articles homonymes, voir Offenstadt.
Pas d'image ? Cliquez ici
Éric Jean Offenstadt est un pilote automobile et motocycliste français, né le 26 décembre 1939 à Cognac.

## Débuts amateurs
À 19 ans, Éric Offenstadt acheta une Matchless 250. Elle fut engagée par l'écurie Psalty (dans laquelle courait Jean-Claude Bargetzi, champion de France 250 cm3). En 1961, il remporta le championnat de France 175 cm3 sur Aermacchi. 
L'année suivante, aidé par J.L. Borie l’importateur Aermacchi Harley-Davidson  et Clément Garreau l’importateur Norton, il se partagea entre les catégories 250 et 350 cm3 (sur Aermacchi Ala d'Oro) et 500 cm3 (sur Norton Dominator). Au guidon de cette dernière, il échoua d'une roue dans la conquête du titre national lors de la dernière épreuve de la saison, à la Coupe du Salon, face à Georges Monneret.  Dans cette même épreuve il sortit victorieux, au guidon d’une 125 Ducati desmodromique, d'un duel avec Jean-Pierre Beltoise.

## Débuts en monoplace
En 1963, Éric courut avec une Lola-Ford de Formule Junior avec laquelle il finit second de la Coupe du Salon. Ford France choisit de le soutenir la saison suivante, lui permettant de réaliser une saison exceptionnelle; il battit ainsi la star de la discipline (le futur champion du monde de Formule 1 Jackie Stewart) à La Châtre. Il échoua cependant de peu, pour la première place, au championnat de France (derrière Henri Grandsire) et son Alpine officielle. À la fin de l'année, le quotidien L'Équipe l'élut « pilote le plus spectaculaire » et troisième meilleur pilote de la Formule 3 (derrière Stewart et Silvio Moser).

## Entre Formule 2 et Formule 3
Considéré comme l'un des meilleurs espoirs français, il était naturel que la jeune écurie Matra fasse appel à lui pour aider à la conception et conduire ses Formule 3 en 1965.  C’est Eric Offenstadt qui conseilla à Jean-Luc Lagardère d’embaucher  Beltoise et Jaussaud. Des différends avec le directeur de course, l'incitèrent cependant à quitter l'équipe après 3 courses pour se concentrer sur la Formule 2, au volant d’une Cooper-BRM peu compétitive.  Hormis une 6e place inespérée à Rouen, la saison se révéla décevante.  
Sur une Lola, engagée par Stephen Conlan, Eric disputa quelques épreuves de Formule 3, jusqu'à ce qu'un terrible accident dans la Curva Grande, dû à une direction défaillante, ne la détruise à Monza. Offenstadt partit disputer la Temporada Argentine début 1966, finissant 3e du classement final (grâce à une victoire à Mar del Plata). Éric et son chef mécanicien Dewar Thomas, installèrent le moteur BRM sur la Lola, ainsi reconstruite en Lola-BRM. Deux 6e places (au London Trophy et au Grand Prix de Finlande) amenèrent l'écurie Lotus (dirigée par Ron Harris) à lui confier une voiture pour les courses françaises de fin de saison, aux côtés de Jim Clark et Peter Arundell. À son volant, Éric obtint d'excellentes places : 5e à Montlhéry et 3e au Mans devant Jackie Stewart sur la Matra officielle, ce qui décida Jean-Luc Lagardère à lui demander de revenir à la Matra.  
En refusant cette occasion, au motif d’une parole donnée à Ron Harris, Offenstadt (et son caractère trop entier) perdit là toutes ses chances de faire carrière en automobile. Convaincu par son talent, Ron Harris le conserva dans son équipe en 1967, le faisant courir aussi bien en Formule 3 (sur Lotus) qu'en Formule 2 (sur ses Protos). Malade, il n’effectua que deux courses de Formule 2 en 1968 avec cette écurie, mais revint surtout cette année-là chez Pygmée (en Formule 3). En 1969, Pygmée choisit de passer à l'étape supérieure en s'engageant en Formule 2. Faute de moyens, l'année se révéla malheureusement catastrophique, la voiture était rapide aux essais, mais souffrait de multiples problèmes techniques.

## Retour sur 2 roues
Sa déconvenue avec Pygmée amena Éric à revenir aux courses motocyclistes en 1970. Soutenu par l'importateur français de Kawasaki, Xavier Maugendre et l'écurie Baranne, aussi bien en endurance (vainqueur des 1 000 km du Mans avec Christian Ravel) et du Bol d'or (en catégorie 500) qu'en grands prix 500 (7e en RDA, 4e en Finlande).
En 1971, Éric conçut, et son mécanicien François Carrera construisit, un cadre monocoque en aluminium à moteur Kawasaki. Obtenant ainsi la 3e place en Autriche avec la seule machine au départ équipée de freins à disques (contre l’idée reçue de l’époque). Avec une 2e place en Belgique derrière Giacomo Agostini (course où se tua Christian Ravel) et la 3e en Espagne, il finit ainsi 6e du championnat.
1972 vit une tentative à Daytona en 750 cm3, avec un troisième temps aux essais devant les Kawasaki officielles. La monocoque était équipée de roues à bâtons en magnésium, toujours contre l’idée reçue de l’époque qui les jugeait « trop rigides », les pneus étaient montés pour la première fois sans chambre à air (contre l'avis des manufacturiers de pneus).
Pour sa dernière saison (en 1973), Éric avait dessiné une boîte 6 vitesses et François Carrera, construisit un 500 bicylindre, minuscule, véloce mais fragile (4e place en Tchécoslovaquie et 5e au G.P. de France).

## Reconversion
En 1972, Offenstadt, concessionnaire Honda et Kawasaki, crée, avec René Robin, sa société de vente de cadres, de roues et de disques de freins (la SMAC). En 1974, est dessiné un cadre de compétition sur route novateur, en aluminium coulé et mono amortisseur central. Sont aussi développés des disques de freins en aluminium coulé revêtus de tungstène. En 1975, Motobécane l'embauche pour développer le moteur de la 125 bicylindre LT 3 de série et en faire une machine de Grands Prix.
En 1976 Víctor Palomo (en) au guidon d’une SMAC-Yamaha équipée d'une nouvelle fourche inversée Smac en magnésium, monte sur le podium à Brno et Hockenheim, pour finir sixième au championnat du monde 350 cm3. Tony Rutter (en) sera deux fois champion d'Angleterre au guidon d'une Smac-Yamaha. Jacky Hutteau et Vic Soussan utilisèrent aussi ces châssis révolutionnaires.

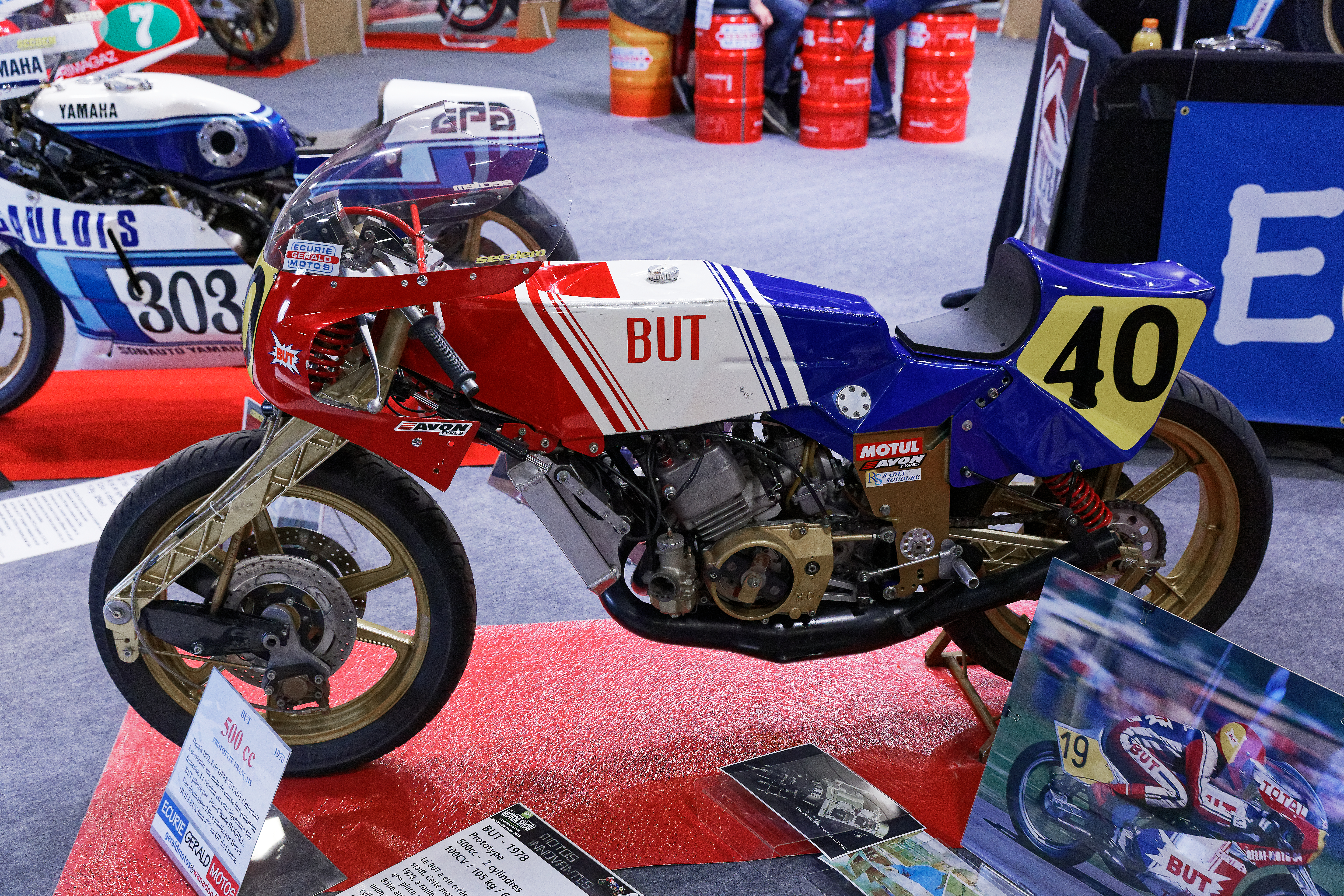
La moto BUT 500 cm3 de 1978, pilotée par Jean-Claude Hogrel.

De 1976 à 1980, Éric deviendra ensuite constructeur de la H.O. (Houzé-Offenstadt), et, grâce à l'aide de Gilles Pernet, de L'Équipe, la  moto BUT en 1978. Cette machine futuriste à cadre monocoque en aluminium, suspensions avant à roue tirée en magnésium à flexibilité variable et anti-plongée réglable, était un concentré des recherches d'Éric Offenstadt. Après un an de galère avec un pilote débutant, la BUT d'Éric Offenstadt (ainsi que le budget d'exploitation), est confiée à Olivier Chevallier, qui, sous la pression du paddock, n'ose pas s'en servir en GP. Une semaine avant le Grand Prix de France 1979, une version 350 cm3, sans mise au point, est récupérée sous une bâche et confiée à Hervé Guilleux qui, après une longue bagarre avec Walter Villa (champion du monde 1976 de la catégorie), finit au pied du podium.
Cette moto française révolutionnaire et complexe aurait nécessité une équipe technique structurée et compétente. Sa performance (4e), aux mains d'une équipe improvisée, réduite, sans budget et équipée d’un moteur compétition-client ordinaire fut complètement passée sous silence par la presse, ce qui décida l'enseigne BUT à arrêter là ses investissements. Hervé Guilleux va poursuivre ses efforts pendant encore une année, avec Emmanuel Laurentz, son mécanicien bénévole.
Éric continuera à travailler dans le domaine des cinématiques de suspension, avec Aprilia, puis White Power (essais à Brno avec Jeremy McWilliams).

## Le projet GECO 2013
À 73 ans, « Pépé » Offenstadt réalise un prototype nommé « Geco R09 » reprenant, en l'améliorant, le système de suspension à roue tirée, couplé à une suspension et une transmission homocinétique sur une base moteur yamaha R1 2009 destinée à réduire les distances de freinage et à éliminer les accélérations parasites des roues dans les différentes phases de pilotage. Les essais se déroulent courant 2014. De nombreux constructeurs et équipementiers, tels Yamaha et Michelin, font partie du projet baptisé GECO financé en partie par l'association ProGECO Moto créée en 2013 par Pierre Geffrin. Cette association dont le but est d'apporter une aide technique, logistique et financière au projet et qui rassemble plusieurs centaines de donateurs particuliers (846 membres au 4 mars 2018), communique essentiellement grâce au groupe Facebook « Geco-une moto française en MotoGP...??? » créé en 2012 par l'écrivain Jean-Paul Dautricourt. Par manque de budget le prototype ne peut être engagé au Mans cette année-là.  
Le projet Geco  (allusion à l'adhérence des pattes du lézard Gecko et à la tenue de route de la moto) se concrétise, grâce à de nombreux donateurs, en 2015 par l'engagement du prototype à la 38e édition des 24 Heures du Mans moto avec le no 119. Malheureusement, le manque de mise au point cause l'abandon de la machine au bout de seulement trois tours.
En 2015, Eric Offenstadt et Jean-Baptiste Labruyère, le mécanicien rémunéré par l'association, construisent un nouveau prototype à partir du dernier modèle de la Yamaha YZF-R1 2015. Ce nouveau concept, nommé « Geco R15 », est mis au point rapidement par Stéphane Egéa, Charles Geers et Nicolas Salchaud. Depuis le début du projet, Éric de Seynes, le patron de Yamaha Europe, a fourni le matériel, il nomme le second prototype Geco R15 : « Le proto R1 de développement non conventionnel ». 
En 2016, Éric de Seynes autorise Lucas Mahias, champion du monde supersport 2017, à tester le Geco R15 : Lucas passe 22 bars de pression dans le levier de frein avant pour une décélération de 13,17 m/s2, quand les meilleurs chiffres relevés en championnat SBK allemand était de 11,2 à 12,5 m/s2.   
Fin 2017 le prototype R15 est soumis au jugement des deux pilotes de l'écurie Tecmas, championne de France SBK cette année là. Les tests réalisés à Magny-Cours en présence Michel Augizeau (Tecmas) et Philippe Leuwers (Texis) ont été de nature à ouvrir une collaboration entre les parties.   
Le 6 janvier 2023, dix ans après la création de l'association ProGECO Moto, la toute nouvelle technologie de liaison au sol dite « à points de contacts mobiles » est exportée. Cette nouvelle étape dans l'aventure GECO a vu la vente des quatre derniers brevets issus de cette technologie française. Ce transfert de technologie de rupture en moto est unique, puisque les seuls exemples connus de rachats de brevets concernent de simples architectures mécaniques créés par des sociétés comme Guzzi ou Elf dans les années 1970.